# العلاقات الفرنسية النيوزيلندية
تشير العلاقات الفرنسية النيوزيلندية إلى العلاقات الدولية التي تجمع بين نيوزيلندا وفرنسا. توترت العلاقات بين البلدين في بعض الأحيان، ولكنها أصبحت أكثر قربًا مؤخرًا. كانت العلاقات الثنائية جيدة بشكل عام منذ الحرب العالمية الأولى والحرب العالمية الثانية، إذ عمل كلا البلدين مع بعضهما خلال النزاعات. تعرضت العلاقة لخطر شديد بسبب إغراق وكلاء المديرية العامة للأمن الخارجي الفرنسي لسفينة رينبو واريور في أوكلاند في 10 يوليو عام 1985.
كانت العلاقات بين البلدين متوترة قبل ذلك، إذ علقت حكومة نيوزيلندا لبعض الوقت العلاقات البريدية مع فرنسا في عام 1973. طالبت فرنسا نيوزيلندا بالإفراج عن العملاء الذين أُسِروا بعد الهجوم الفرنسي على سفينة رينبو واريور. وضعت الحكومة الفرنسية نيوزيلندا تحت ضغط اقتصادي شرس لتنفيذ مطلبهم. بدأ عداء بين النيوزيلنديين تجاه الفرنسيين منذ ذلك الحين، وذلك على الرغم من حلحلة هذا العداء مع انحسار الأحداث إلى التاريخ.
فتحت الزيارة الرسمية لرئيس الوزراء النيوزيلندي إلى فرنسا في عام 2003 بابًا جديدًا من العلاقات الثنائية، ونسيان الماضي والتركيز على إحياء العلاقات بين البلدين، ولاسيما في جنوب المحيط الهادئ. يجري العمل على تحقيق أهداف سياسية رئيسية داخل منطقة جنوب المحيط الهادئ باستثناء نقل المواد النووية. رغبت فرنسا في تشجيع اندماج مجتمعات المحيط الهادئ في البيئة الإقليمية لنيوزيلندا؛ وذلك في الوقت الذي سعت فيه حكومة نيوزيلندا إلى توثيق الحوار والتعاون لأسباب سياسية ومالية.

## خلفية تاريخية
توترت العلاقات بين فرنسا ونيوزيلندا لفترتين قصيرتين في ثمانينيات وتسعينيات القرن العشرين بسبب التجارب النووية الفرنسية في موروروا وتفجير رينبو واريور في ميناء أوكلاند. كان يُنظر إلى هذا التفجير على نطاق واسع على أنه عمل من أعمال إرهاب الدولة ضد سيادة نيوزيلندا وأمر به الرئيس الفرنسي آنذاك فرانسوا ميتران، رغم نفيه أي تورط في ذلك الوقت. عملت هذه الأحداث على تقوية عزم نيوزيلندا على الاحتفاظ بسياستها المناهضة للأسلحة النووية.
لكن العلاقات كانت ودية في العقود التي سبقت حادثة رينبو واريور، والتي جسدها رد فعل نيوزيلندا السريع في الحربين العالميتين، إذ انحازت في المرتين إلى جانب قوات الحلفاء.

### الحرب العالمية الأولى
دخلت حكومة نيوزيلندا في الحرب دون تردد، رغم عزلتها الجغرافية وقلة عدد سكانها. في فرنسا، شاركت الفرقة النيوزيلندية في معركة السوم، إذ تقدمت ثلاثة كيلومترات واستولت على ثمانية كيلومترات من خط جبهة العدو. كانت الخسائر 7048 شخص، من بينهم 1560 قُتلوا. في يونيو 1917، تميزت الفرقة النيوزيلندية أيضًا في اقتحام سلسلة جبال ميسينز والاستيلاء على قرية ميسينز. خلال القتال في باسشيناديلي في أكتوبر التالي، صُد هجوم الفرقة بشكل دموي في هجومها الثاني، إذ قتل 850 مقابل تقدم لا يزيد عن نصف كيلومتر على الأرض. كانت هذه هي المرة الأولى التي تفشل فيها الفرقة في عملية كبيرة وبقيت أسوأ كارثة في تاريخ نيوزيلندا من حيث الأرواح التي فقدت في يوم واحد.

### الحرب العالمية الثانية
دخلت نيوزيلندا الحرب العالمية الثانية بإعلانها الحرب على ألمانيا النازية في الساعة 9.30 مساءً يوم 3 سبتمبر 1939 بتوقيت نيوزيلندا. دبلوماسيًا، أعربت نيوزيلندا عن معارضتها الصريحة للفاشية في أوروبا وكذلك استرضاء الديكتاتوريات الفاشية. شاركت نيوزيلندا بكثافة في العديد من الحملات الأوروبية، بما في ذلك معركة اليونان ومعركة كريت وخاصة في الحملة الإيطالية، وشارك أفراد سلاح الجو الملكي النيوزيلندي في القتال في فرنسا خلال عام 1940 (كجزء من سلاح الجو الملكي) و1944.

## إغراق سفينة رينبو واريور
حدثت عملية إغراق سفينة رينبو واريور، التي أطلق عليها اسم العملية الشيطانية في ميناء أوكلاند بنيوزيلندا في 10 يوليو عام 1985؛ وكان هجومًا نفذه عملاء المديرية العامة للأمن الخارجي الفرنسي بهدف إغراق السفينة الرئيسية لمنظمة السلام الأخضر لمنعها من التدخل في تجربة نووية أجرتها الحكومة الفرنسية في جزيرة موروروا المرجانية في جنوب المحيط الهادئ. عارضت منظمة السلام الأخضر التجربة، وخططت لقيادة أسطول من اليخوت إلى الجزيرة المرجانية للاحتجاج عليها، وشمل ذلك التوغل غير القانوني في المناطق العسكرية الفرنسية.
وقعت الحادثة في وقت متأخر من الليل عندما وضع العميلين، الكابتن دومينيك بريور والقائد آلان مافارت، لغمين من طراز ليمبت في بدن السفينة، وفجراها بعد 10 دقائق. أسفر الهجوم عن مقتل مصور منظمة السلام الأخضر فرناندو بيريرا، وأدى إلى نشوب ضجة كبيرة حول أول هجوم على الإطلاق على سيادة نيوزيلندا. أثار هذا العمل أحد أكثر تحقيقات الشرطة شدة في تاريخ نيوزيلندا، وأدى في النهاية إلى إلقاء القبض على كل من مافارت وبريور، واللذان تمكنا من النجاة بأنفسهما باستخدامها اسمي «صوفي وآلان تورينغ». واعترف كلاهما بالذنب وحُكم عليهما بالسجن لمدة عشر سنوات في 22 نوفمبر عام 1985.
هددت فرنسا بفرض عقوبات اقتصادية على صادرات نيوزيلندا إلى السوق الأوروبية المشتركة إذا لم يُفرج عن الزوجين على الفور. تمكن هذا الإجراء من إعاقة الاقتصاد النيوزيلندي الذي كان يعتمد بشدة في ذلك الوقت على الصادرات الزراعية إلى بريطانيا. كانت تلك العملية الشيطانية بمثابة كارثة على العلاقات العامة. كانت نيوزيلندا حليفة لفرنسا. نفت فرنسا في البداية أي تورط لها، وانضمت إلى إدانة ذلك الفعل على أنه عمل إرهابي.
أدى هذا العمل الإرهابي الذي ترعاه الدولة إلى توتر شديد في العلاقات الثنائية. أدت وساطة برعاية الأمم المتحدة بين نيوزيلندا وفرنسا إلى نقل السجينين إلى جزيرة هاو البولينيزية الفرنسية في يوليو عام 1986، ليقضيا ثلاث سنوات بدلاً من ذلك، وذلك بالإضافة إلى تقديم اعتذار ومبلغ قيمته 13 مليون دولار نيوزيلندي من فرنسا إلى نيوزيلندا.

## مقارنة بين البلدين
هذه مقارنة عامة ومرجعية للدولتين:
| وجه المقارنة                                              | فرنسا                                                    | نيوزيلندا                                              |
| --------------------------------------------------------- | -------------------------------------------------------- | ------------------------------------------------------ |
| المساحة (كم2)                                             | 643.80 ألف                                               | 268.02 ألف                                             |
| عدد السكان (نسمة)                                         | 67.12 مليون                                              | 4.24 مليون                                             |
| الكثافة السكانية (ن./كم²)                                 | 104.26                                                   | 15.82                                                  |
| العاصمة                                                   | باريس                                                    | ويلينغتون، أوكلاند                                     |
| اللغة الرسمية                                             | لغة فرنسية                                               | لغة إنجليزية، اللغة الماورية، لغة الإشارة النيوزيلندية |
| العملة                                                    | يورو، فرنك س ف ب، فرنك فرنسي، Livre tournois ‏            | دولار نيوزيلندي، الجنيه النيوزيلندي                    |
| الناتج المحلي الإجمالي (بليون دولار)                      | 2.58 تريليون                                             | 205.85 مليار                                           |
| الناتج المحلي الإجمالي (تعادل القوة الشرائية) بليون دولار | 2.87 تريليون                                             |                                                        |
| الناتج المحلي الإجمالي الاسمي للفرد دولار أمريكي          | 36.20 ألف                                                |                                                        |
| الناتج المحلي الإجمالي للفرد دولار أمريكي                 | 39.33 ألف                                                |                                                        |
| مؤشر التنمية البشرية                                      | 0.888                                                    | 0.914                                                  |
| رمز المكالمات الدولي                                      | +33                                                      | +64                                                    |
| رمز الإنترنت                                              | .fr، .bzh ‏، .tf، .re، .wf، .yt، .pm، .paris              | .nz                                                    |
| المنطقة الزمنية                                           | أوروبا/باريس ‏، توقيت وسط أوروبا، توقيت وسط أوروبا الصيفي | ت ع م+13:00، ت ع م+12:00                               |

## مدن متوأمة
في ما يلي قائمة باتفاقيات التوأمة بين مدن فرنسية ونيوزيلندية:
- ترتبط نوميا مع تاوبو [الإنجليزية]‏ باتفاقية توأمة.

## منظمات دولية مشتركة
يشترك البلدان في عضوية مجموعة من المنظمات الدولية، منها:
| علم المنظمة | اسم المنظمة                               | تاريخ انضمام فرنسا | تاريخ انضمام نيوزيلندا |
| ----------- | ----------------------------------------- | ------------------ | ---------------------- |
|             | بنك التنمية الآسيوي                       | 1970               | 1966                   |
|             | وكالة ضمان الاستثمار متعدد الأطراف        | 28 ديسمبر 1989     | 22 أبريل 2008          |
|             | منظمة التعاون الاقتصادي والتنمية          | 7 أغسطس 1961       | ?                      |
|             | الأمم المتحدة                             | 24 أكتوبر 1945     | 24 أكتوبر 1945         |
|             | الوكالة الدولية للطاقة                    | ?                  | ?                      |
|             | الفريق المعني برصد الأرض                  | ?                  | ?                      |
|             | منظمة حظر الأسلحة الكيميائية              | ?                  | ?                      |
|             | سياتو                                     | ?                  | ?                      |
|             | منظمة التجارة العالمية                    | 1995               | ?                      |
|             | منظمة الشرطة الجنائية الدولية             | ?                  | ?                      |
|             | مؤسسة التنمية الدولية                     | 30 ديسمبر 1960     | 1 أكتوبر 1974          |
|             | نظام تحكم تكنولوجيا القذائف               | 1987               | 1991                   |
|             | يونسكو                                    | 4 نوفمبر 1946      | 4 نوفمبر 1946          |
|             | الاتحاد البريدي العالمي                   | ?                  | ?                      |
|             | البنك الدولي للإنشاء والتعمير             | 27 ديسمبر 1945     | 31 أغسطس 1961          |
|             | المنظمة الهيدروغرافية الدولية             | ?                  | ?                      |
|             | الاتحاد الدولي للاتصالات                  | 1866               | 3 يونيو 1878           |
|             | مؤسسة التمويل الدولية                     | 20 يوليو 1956      | 31 أغسطس 1961          |
|             | المركز الدولي لتسوية المنازعات الاستشارية | 20 سبتمبر 1967     | 2 مايو 1980            |
|             | مجموعة أستراليا                           | 1985               | 1985                   |
|             | مجموعة الموردين النوويين                  | ?                  | ?                      |

## وصلات خارجية
- موقع وزارة الخارجية الفرنسية
- موقع وزارة الخارجية النيوزيلندية